# Camp Minogami
 (juillet 2011).
Si vous disposez d'ouvrages ou d'articles de référence ou si vous connaissez des sites web de qualité traitant du thème abordé ici, merci de compléter l'article en donnant les références utiles à sa vérifiabilité et en les liant à la section « Notes et références ».
Le camp Minogami est un camp de vacances situé au lac Minogami, dans la région de la Mauricie, au Québec, au Canada.
Ce camp accueille des campeurs de 7 à 18 ans depuis 1963. Le camp, qui fait aujourd'hui partie de la famille des camps de vacances Odyssée, borde le lac Minogami à Saint-Gérard-des-Laurentides, village maintenant fusionné à la ville de Shawinigan.

## Histoire
Dans la première moitié du XXe siècle, le lac appartient à Theodore Weicker et à son fils Frederick. À la mort de ce dernier, en 1955, le domaine Weicker passe aux mains du Comité des loisirs de Shawinigan. En effet, Frederick Weicker exprime dans son testament sa volonté de céder ses 1300 acres (5,3 kilomètres carrés) de terrain boisé à un organisme charitable qui l'exploitera au profit de la jeunesse canadienne-française. Quelques années plus tard, la ville de Shawinigan cède le domaine à l'abbé Raoul Cloutier et à la Corporation du Camp-École Trois-Saumons; le camp Minogami naît à l'été 1963.
En juillet 1969, le camp est menacé d'expropriation alors que Gabriel Loubier, ministre provincial du Tourisme, de la Chasse et de la Pêche, et Jean Chrétien, député de la circonscription de Saint-Maurice et ministre fédéral des Affaires indiennes et du Nord, s'entendent sur l'idée d'établir un parc national fédéral de 165 000 acres (668 kilomètres carrés) en Mauricie. Celui-ci serait borné par les rivières Saint-Maurice et Matawin, la région au nord de Grand-Mère et le village de Saint-Jean-des-Piles, ce qui inclut le territoire de Minogami. L'abbé Raoul Cloutier s'engage dès lors dans une lutte contre les deux paliers de gouvernement qui dure plus d'un an. Au début du mois d'août 1970, il réussit à obtenir du gouvernement de Robert Bourassa une modification des limites du parc, si bien que le 22 août 1970, les ministres Claire Kirkland-Casgrain et Jean Chrétien signent l'entente créant un parc de la Mauricie qui ne comprend pas le domaine du camp Minogami. Des relations de bon voisinage s'établissent et le camp a maintenant accès aux infrastructures du parc à titre privilégié.
Minogami compte aujourd'hui plus de soixante bâtiments répartis sur un domaine de 740 arpents (2,5 kilomètres carrés). On peut y recevoir plus de 300 campeurs par séjour, rassemblés en groupes unisexes de 10 à 12 campeurs d'un même âge pour deux moniteurs.

## Expéditions
Minogami a acquis une grande réputation dans le domaine des expéditions de canot-camping. On y offre d'ailleurs depuis 1969 un séjour aux jeunes de 16 et 17 ans appelé les Pionniers. Ceux-ci prennent part à une expédition de canot-camping de 23 jours qui s'étend sur plus de 500 km de lacs et rivières. En principe, les groupes de Pionniers suivent cinq parcours différents, soit ceux des trajets Ashuapmushuan, Bazin, Monet, Parent, Matawin-Vermillon et Bazin-Gatineau.
Une expédition de plus de 30 jours que l'on appelle l'Odyssée Aventure y naît en 2003 sur la rivière Harricana. De 2004 à 2008, le trajet s'effectue sur la rivière Rupert, jusqu'à ce que l'aménagement d'installations hydroélectriques oblige le camp à dessiner un nouveau trajet pour l'été 2009 et les suivants, soit celui de la rivière Broadback.